# العرب الیوم (روزنامه)
العرب الیوم (عربی: العرب اليوم) یک روزنامه سیاسی و مستقل عربی است که در امان (اردن) منتشر می‌شود و وابسته به شرکت ملی گروه سرمایه‌گذاری رسانه‌ای است. دفتر مرکزی این روزنامه در امان، پایتخت اردن خیابان «ملکه رانیا» است، رئیس هیئت مدیره روزنامه الیاس جریسات و سردبیر رسمی آن اسامه رنتیسی است، مهمترین نویسندگان آن عبارتند از: عبدالباری عطوان، عامر سبایله، بسام بدارین و موفق محادین، ابراهیم خریسات، ثروت الخرباوی (مصری) و سعد المعطش (کویتی) و کمال القیسی (عراقی).
علاوه بر آن یک وب سایت الکترونیکی نیز دارد که به‌طور ۲۴ ساعته کار می‌کند و مجموعه‌ای از خبرنگاران و روزنامه‌نگاران در آن مشغول بکار هستند که از جمله آنها: راشد آل عساف، صالح القلاب، ولید حسنی، سامی المحاسنه، عونی فریج، ابراهیم خریسات، یوسف سوارکه می‌باشند.
انتشار روزنامه العرب الیوم برای یک دوره کوتاه از تاریخ ۲۰۱۳/۷/۱۸ تا ۲۰۱۳/۱۲/۸ متوقف شده بود ولی مجدداً کارش را آغاز کرد. علت آن نیز مشکلات فنی و تلاش برای ارتقاء روزنامه بود. در ۲۰۱۵/۰۷/۱۷ نیز به دلیل مشکلات مالی انتشار آن مجدداً متوقف شد.